# Pijpstermolenpolder
De Pijpstermolenpolder is een voormalig waterschap (molenpolder) in de provincie Groningen.
De polder was gelegen tussen de Oude Ae en de Wolddijk. De noordgrens lag net ten zuiden van De Poel, de kolk waar de Wolddijk met een boog omheen loopt. De zuidgrens werd gevormd door het Oude maar, die uitmondt in de Oude Ae, waar deze een klein slingertje maakt, ongeveer 600 m ten noorden van de molen Koningslaagte. De molen van het waterschap stond zo'n 300 m ten zuiden van de brug aan de Oude Ae, waar hij zijn water op uitsloeg. 
Waterstaatkundig gezien ligt het gebied sinds 1995 binnen dat van het waterschap Noorderzijlvest.

## Naam
Het waterschap was genoemd naar de Pijpsterweg die weer was genoemd naar de Munsterpijp of Munstertil in de Oude Ae. Deze pijp (= brug) is vervangen door een duiker.